# برستون سكوت كوهن
برستون سكوت كوهن (بالإنجليزية: Preston Scott Cohen)‏ هو مهندس معماري أمريكي، ولد في 1961.